# 乌天麻
乌天麻（学名：Gastrodia elata f. glauca）为兰科天麻属下天麻的一个变型。